# Contea di Montgomery (Illinois)
La contea di Montgomery ( in inglese Montgomery County ) è una contea dello Stato dell'Illinois, negli Stati Uniti. La popolazione al censimento del 2000 era di 30 652 abitanti. Il capoluogo di contea è Hillsboro.